# 蓬莱镇 (文昌市)
蓬莱镇是中华人民共和国海南省文昌市下辖的一个镇。

## 行政区划
蓬莱镇下辖以下村级行政区划单位：
蓬莱墟社区、蓬莱村、桃仁村、石桥村、群合村、大杨村、高金村、大山村、干塘村、罗宝村、石壁村和典昌村。